# Лалринзуала, Джерри
Джерри Лалринзуала (англ. Jerry Lalrinzuala; 30 июля 1998, Мизорам, Индия) — индийский футболист, защитниксборной Индии.

## Клубная карьера
Лалринзуала — выпускник известной индийской футбольной АИФФ Академии. В 2016 году Джерри подписал контракт с «Ченнайин». 2 октября в матче против «Атлетико» из Калькутты он дебютировал в индийской Суперлиге. 1 декабря в поединке против «Гоа» Лалринзуала забил свой первый гол за «Ченнайин». В начале 2017 года Джерри на правах аренды перешёл в «Шиваджинас». 8 января в матче против «Мумбаи» он дебютировал в I-Лиге. После окончания аренды Лалринзуала вернулся в «Ченнайин» и помог команде выиграть чемпионат.

## Международная карьера
6 июня 2017 года в товарищеском матче против сборной Непала Лалринзуала дебютировал за сборную Индии.

## Достижения
«Ченнайин»
- Чемпионат Индии по футболу — 2017/2018